# Raphaël Gély
Pour les articles homonymes, voir Gely.
Raphaël Gély (né le 16 juin 1966 à Mons) est un philosophe et universitaire belge. Il est professeur à l'UCLouvain Saint-Louis Bruxelles. 

## Biographie
Raphaël Gély est chercheur qualifié honoraire du Fonds national de la recherche scientifique et a enseigné à l'Institut supérieur de philosophie de Université catholique de Louvain. 
Il est membre du Centre Prospéro - Langage, image et connaissance et fait également partie du comité de direction de l’École des sciences philosophiques et religieuses.
Il a fondé la collection Anthropologie et philosophie sociale aux Éditions PIE Peter Lang.
Ses travaux sont consacrés à des questions de phénoménologie et d'anthropologie spirituelle. Ils portent plus particulièrement sur le rapport entre phénoménologie, soufisme et énergétique chinoise (https://www.youtube.com/channel/UCdm4IFF7taF8waetCWBem4A).

## Œuvres
- La Genèse du sentir. Essai sur Merleau-Ponty, Bruxelles, Ousia, 2001.
- Les Usages de la perception. Réflexions merleau-pontiennes, Paris-Leuven, Vrin-Peeters, 2005.
- Identités et monde commun. Psychologie sociale, philosophie, société, Bruxelles, PIE Peter Lang, 2006 (troisième édition : 2008).
- Rôles, action sociale et vie subjective. Recherches à partir de la phénoménologie de Michel Henry, Bruxelles, PIE Peter Lang, 2007.
- avec L. Van Eynde (dir.), Affectivité, imaginaire, création sociale, Bruxelles, Publications des Facultés universitaires Saint-Louis, 2010.
- Imaginaire, perception, incarnation. Exercice phénoménologique à partir de Merleau-Ponty, Henry et Sartre, Bruxelles, PIE Peter Lang, 2012.
- avec M.-A. Gavray et S. Richard (dir.), Don / Langage / Contretremps. Diagonales giovannangeliennes, Bulletin d'analyse phénoménologique, vol. 10, n°11, 2014.